# Chlorophorus monticola
Chlorophorus monticola är en skalbaggsart som beskrevs av Tadao Kano 1933. Chlorophorus monticola ingår i släktet Chlorophorus och familjen långhorningar.
Artens utbredningsområde är Taiwan. Inga underarter finns listade i Catalogue of Life.